# Нескское ущелье
Нескское ущелье (фр. Gorges de la Nesque) — каньон на юге горного массива Воклюз в Провансе на юге Франции в департаменте Воклюз, образованный рекой Неск. Расположен между Моньё и Метами.

## География

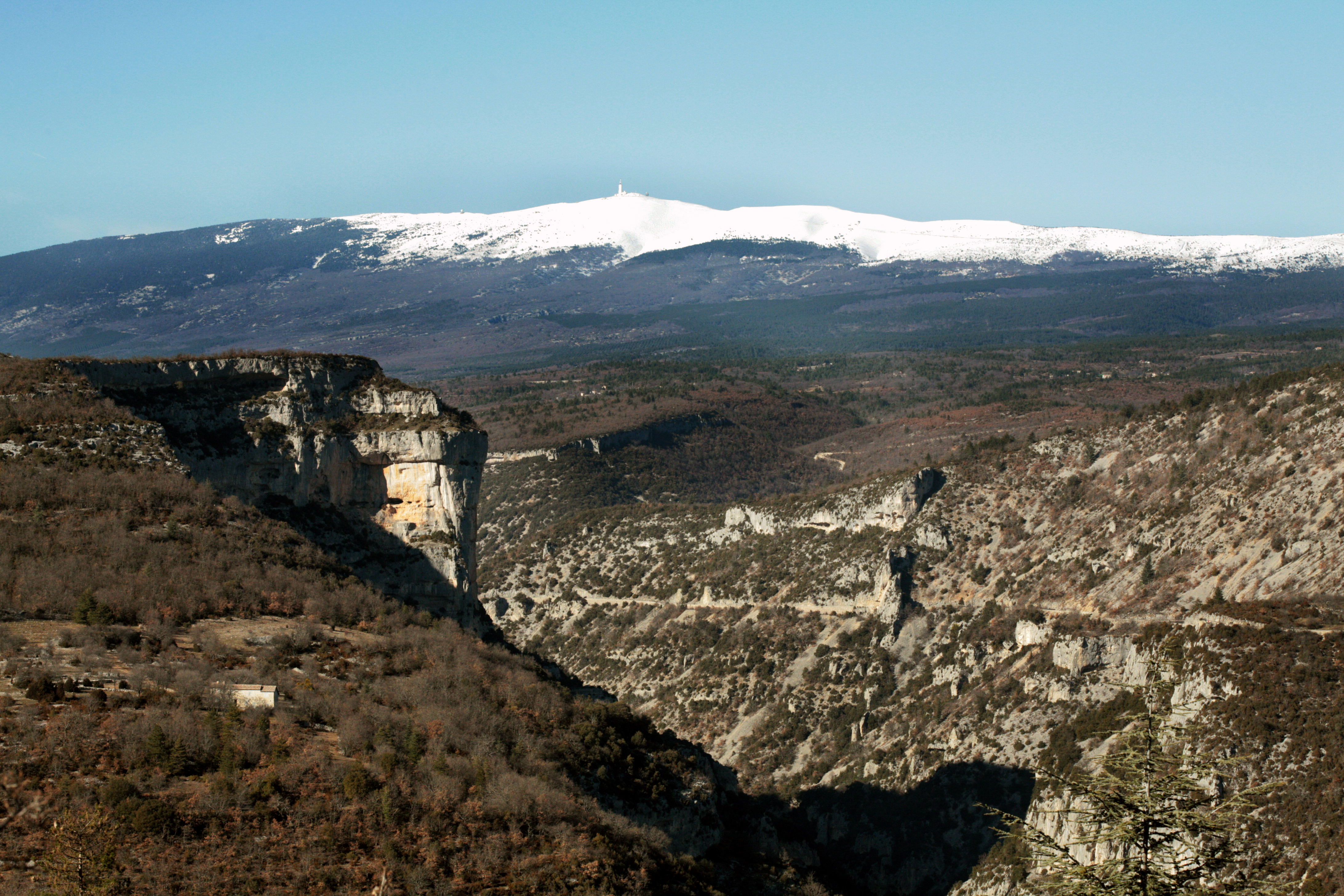
Вид на Нескское ущелье и Мон-Ванту.

Нескское ущелье начинается к югу от Моньё сразу за озером на высоте 625 м над уровнем моря и заканчивается на склоне гор в окрестностях Метами на высоте 270 м.
Горный массив Воклюз состоит из мезозойских известняков. Пористость этих известняков привела к образованию подземных карстовых систем, которые на относительно более низменных местах открываются как источники (например, Воклюзский источник). Один из таких источников, Нескский источник, является истоком реки Неск. Некоторые скалы, образующие Нескское ущелье, достигают более 200 м в высоту. Территория Нескского ущелья входит в биосферный заповедник горы Мон-Ванту. Здесь обитают сапсан, беркут, огненная саламандра.

## Туризм
Региональная дорога № 942 проходит вдоль каньона. На дороге оборудовано несколько обзорных пунктов (бельведеров), в том числе один из них на высоте 734 м. Дорога популярна среди туристов и велосипедистов благодаря великолепным пейзажам и нетронутой природе. По ущелью проходит туристическая пешеходная дорога № 9. Часть ущелья образовано живописной скалой Рош-де-Лу-Рука-ду-Сир, о которой слагал стихи Мистраль. В одном из бельведеров («734 м») стоит стела в честь поэта.

## Галерея

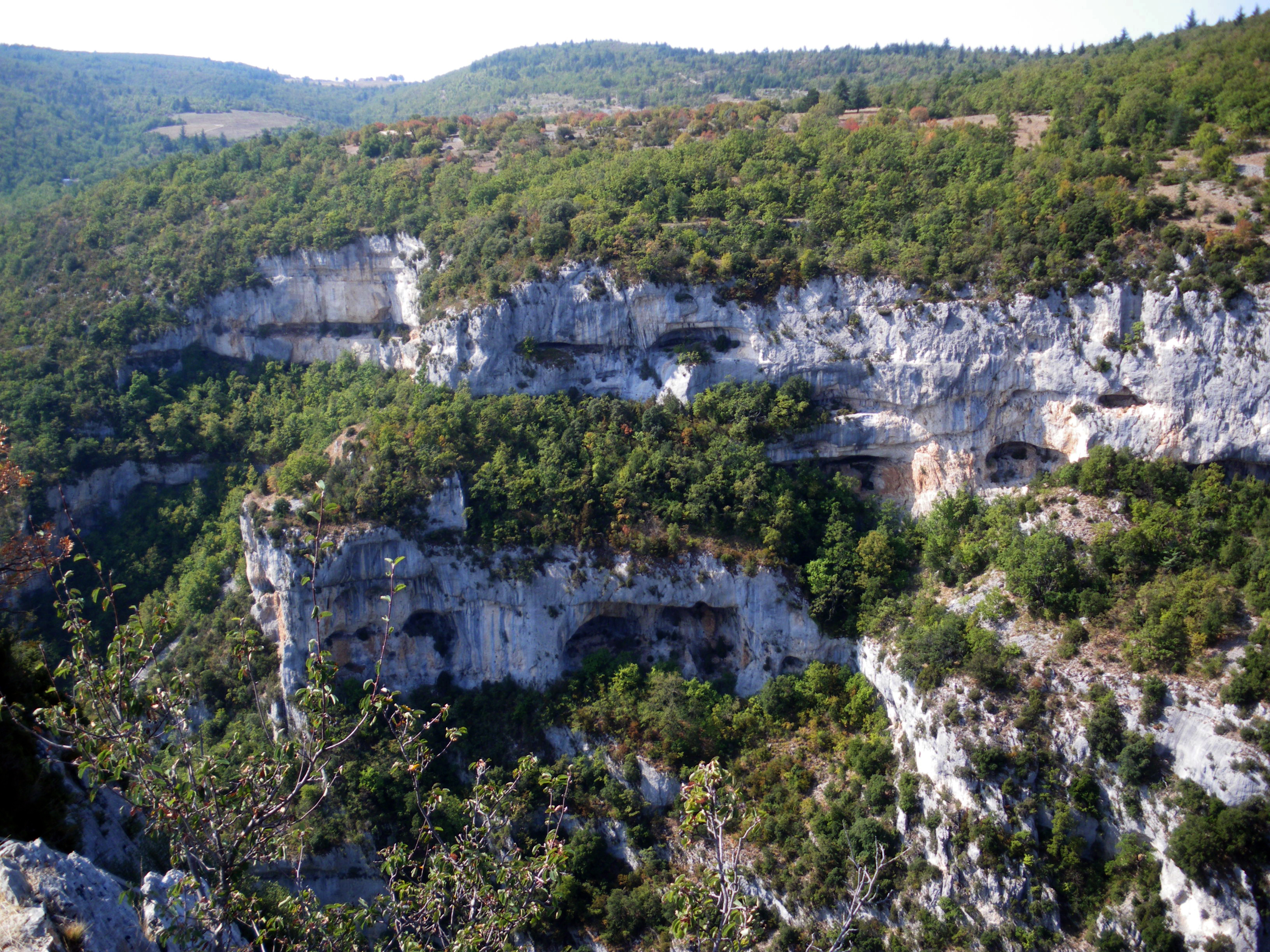
Вид на ущелье.
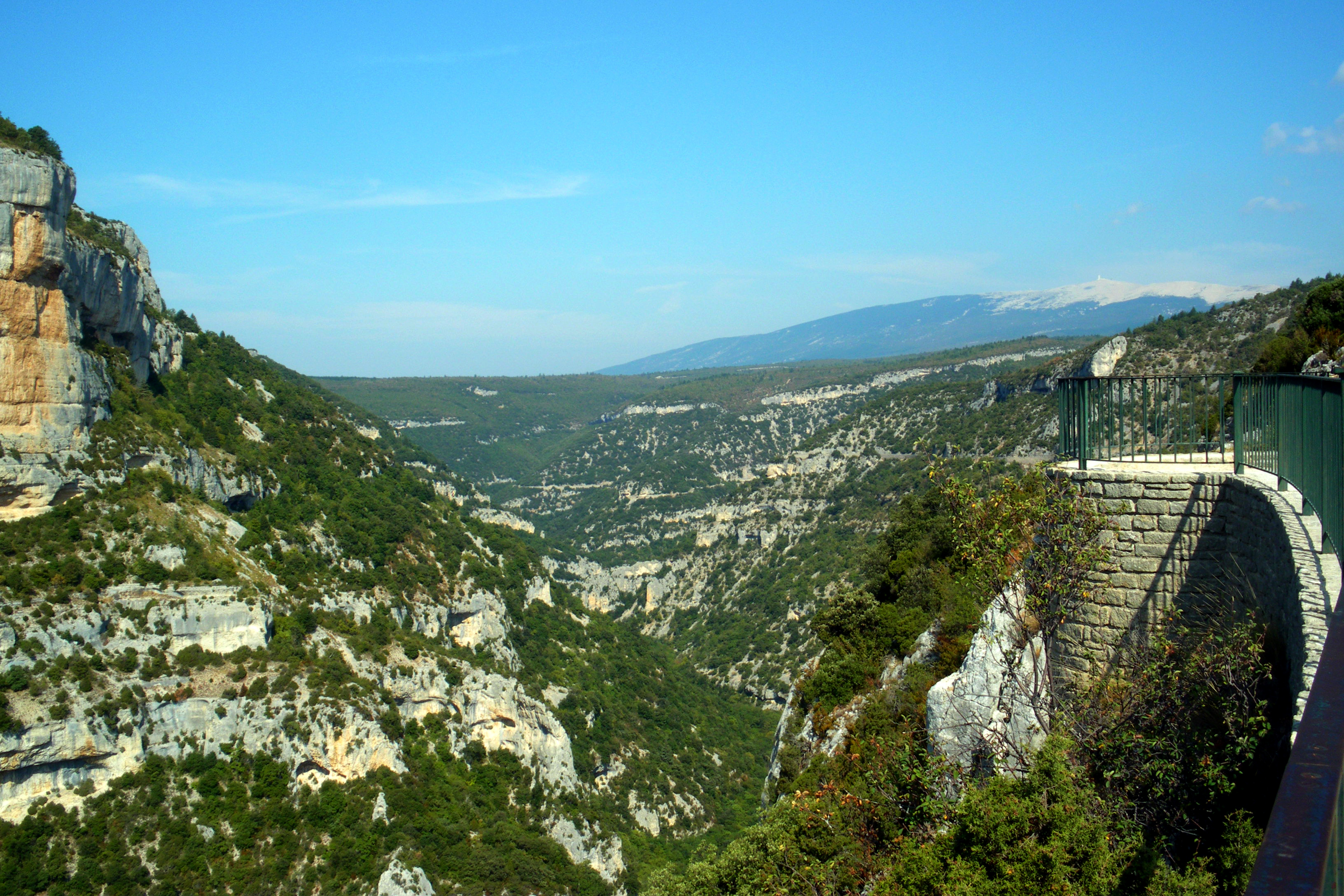
Нескское ущелье и Мон-Ванту.
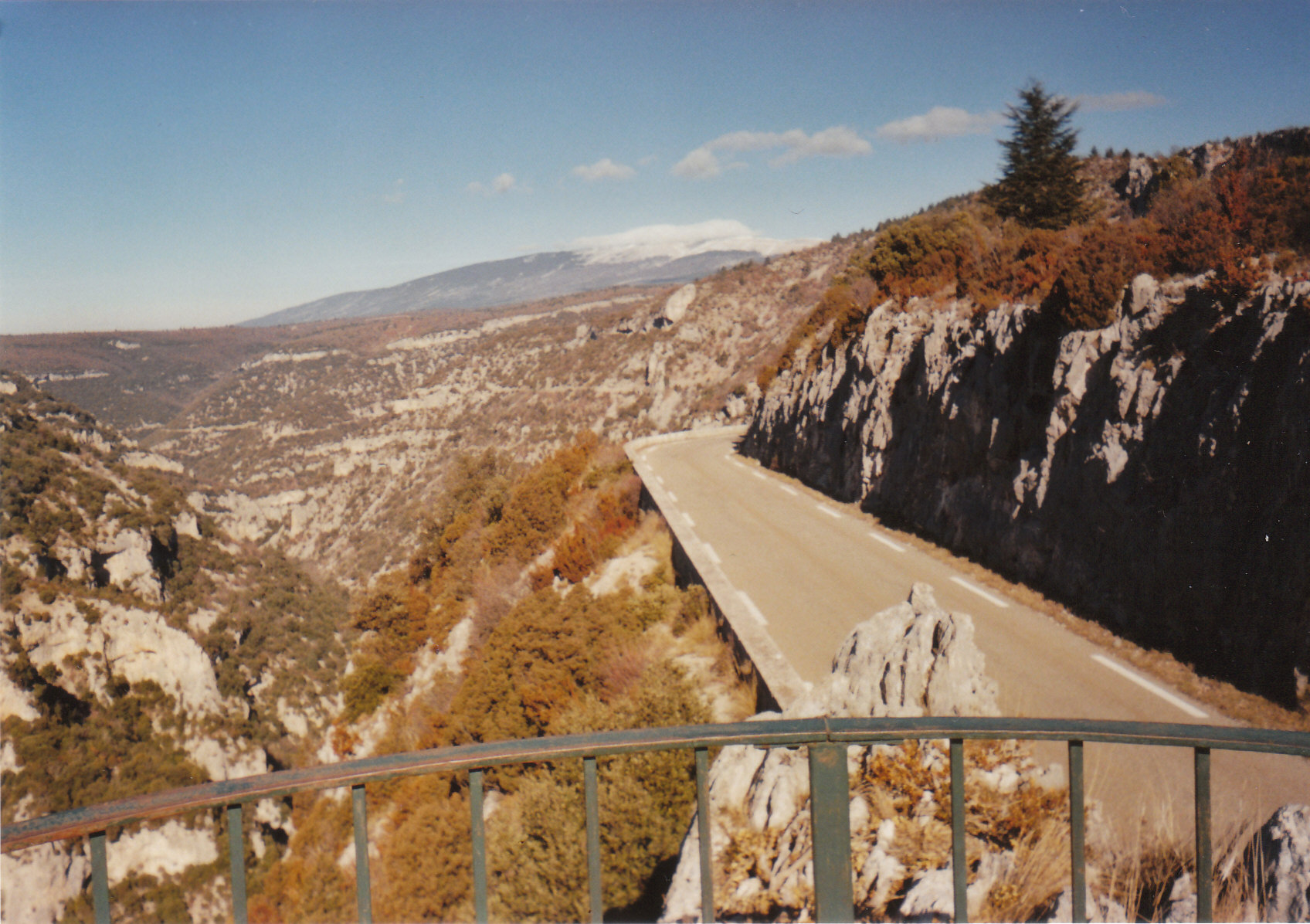
Вид с бельведера на высоте 734 м. Вдали виден Мон-Ванту.
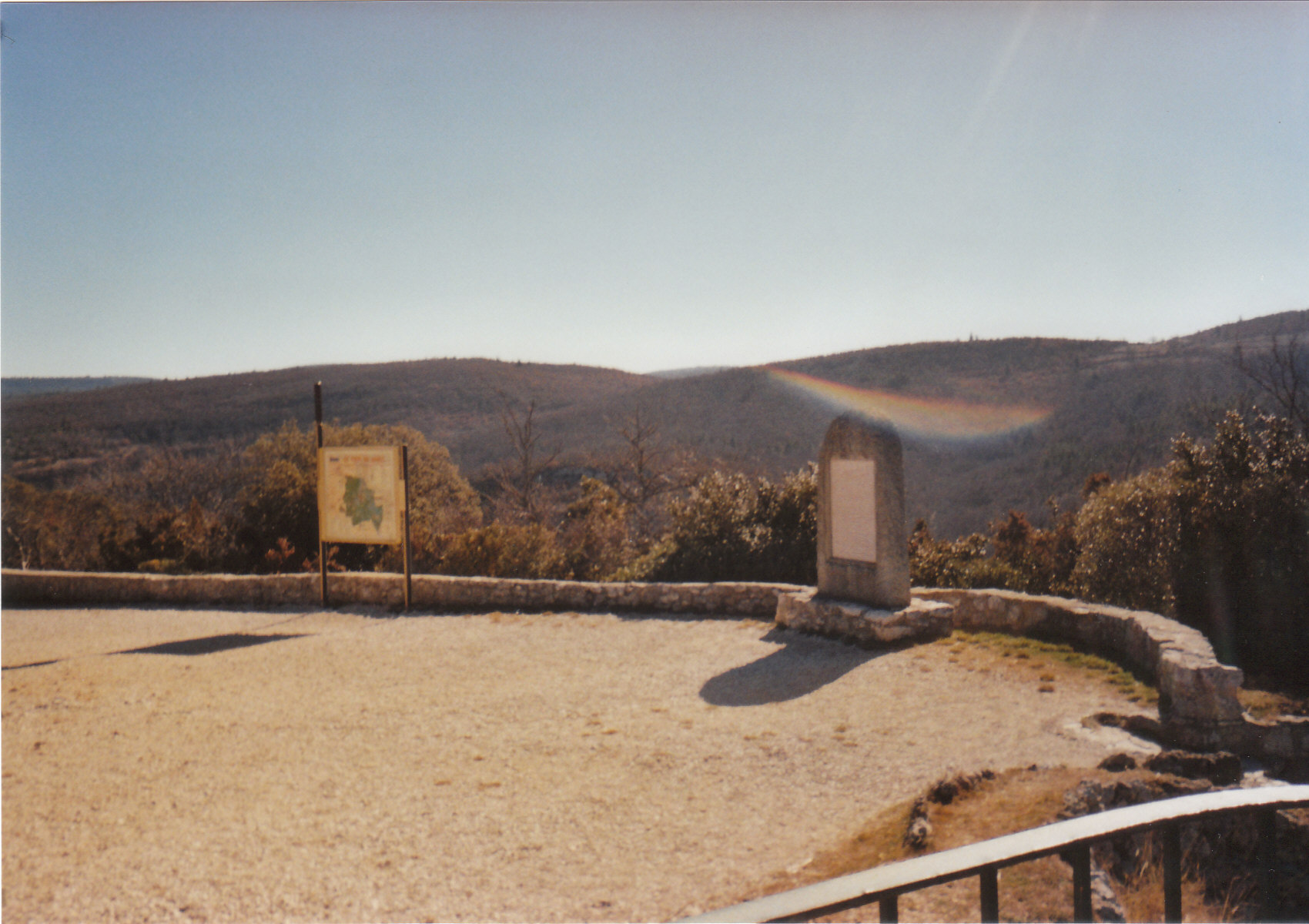
Бельведер «734 м» и стела в память о поэте Фредерике Мистрале.
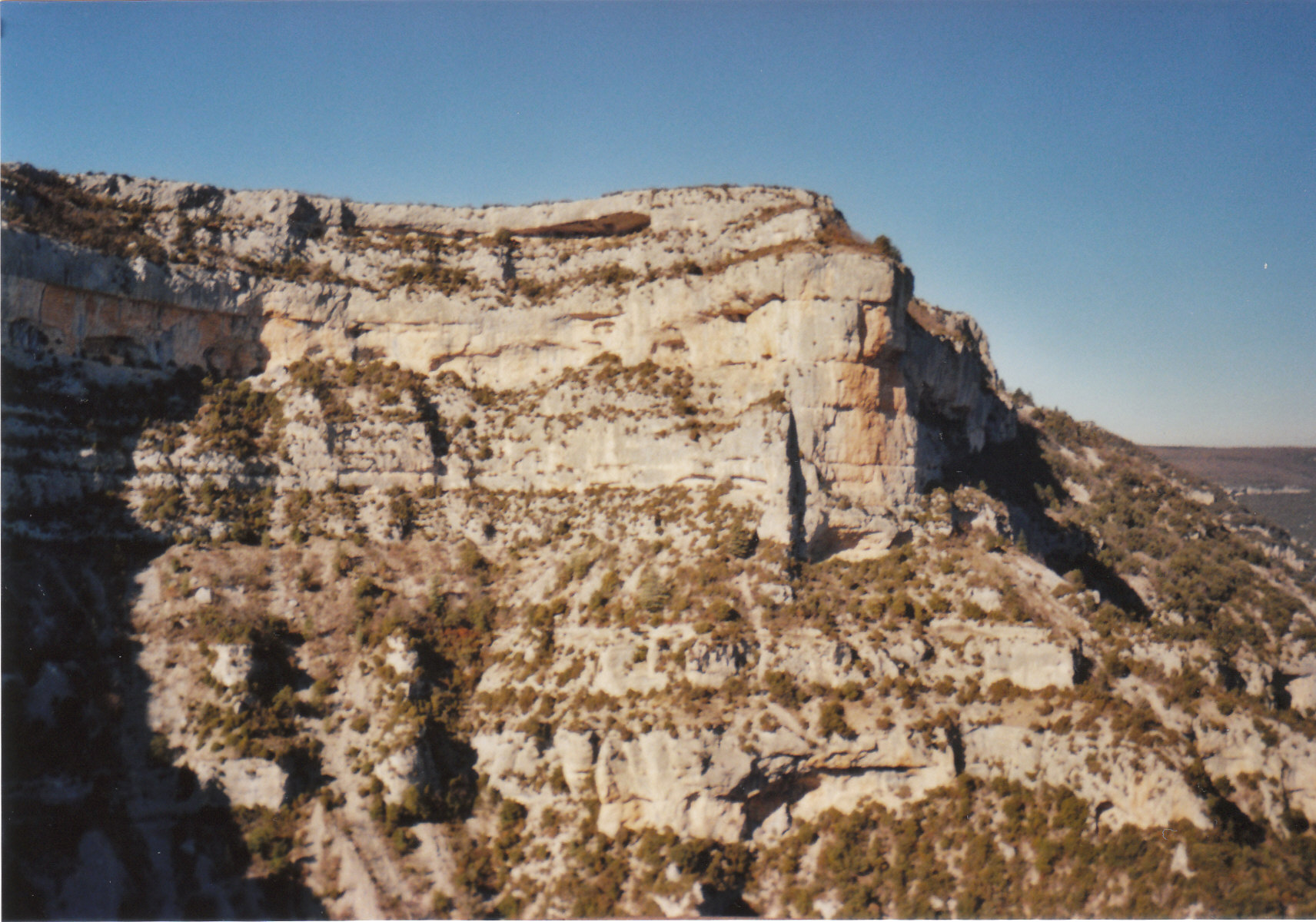
Вид на скалы с бельведера «872 м».